# Oishe Deh
Oishie Deh è un EP degli Snuff.

## Tracce
1. Yuki – 2:22
2. Romeo and Juliet – 2:18
3. Icy '97 – 1:42
4. Umpan Man – 1:51
5. Ambassador – 1:28
6. Fishy – 1:52
7. War March – 1:34
8. Angel Attack – 1:45